# Kittredge Cherry
Kittredge Cherry (* 1957 in Iowa) ist eine US-amerikanische Autorin und Predigerin der Metropolitan Community Church.

## Leben
Nach ihrer Schulzeit studierte Cherry an der University of Iowa Journalismus und Kunstgeschichte. Anschließend arbeitete sie als Zeitungsreporterin. Später studierte sie christliche Theologie an der Pacific School of Religion in Berkeley, Kalifornien. Cherry lebt mit ihrer langjährigen Lebensgefährtin in Kalifornien. 2007 erschien Cherrys Buch Jesus in Love auch in Deutschland.

## Werke (Auswahl)
- 2008: Jesus in Love: At the Cross (AndroGyne Press)
- 2007: Art That Dares: Gay Jesus, Woman Christ and More (AndroGyne Press)
- 2006: Jesus in Love: A Novel (AndroGyne Press)
- 2006: Hide and Speak: A Coming Out Guide (AndroGyne Press)
- 2002: Womansword: What Japanese Words Say About Women
- 1995: Equal Rites: Lesbian and Gay Worship, Ceremonies and Celebrations